# Agios Georgios (Isole Ionie)
Agios Georgios (in greco Άγιος Γεώργιος?) è un ex comune della Grecia nella periferia delle Isole Ionie (unità periferica di Corfù) con 4 958 abitanti secondo i dati del censimento 2001.
È stato soppresso a seguito della riforma amministrativa, detta Programma Callicrate, in vigore dal gennaio 2011 ed è ora compreso nel comune di Corfù.

## Località
Agios Georgios è suddiviso nelle seguenti comunità (i nomi dei villaggi tra parentesi):
- Agros (Agros, Aspiotades, Manatades, Rafalades)
- Agios Athanasios
- Arkadades
- Armenades (Armenades, Agios Georgios, Termenades)
- Afionas (Afionas, Afionitika)
- Dafni (Dafni, Gavrades)
- Drosato
- Kavvadades (Kavvadades, Arillas, Saoulatika)
- Kastelannoi Gyrou (Kastelannoi, Troumpettas)
- Mesaria (Mesaria, Kopsocheilades)
- Pagoi (Pagoi, Agios Georgios Pagon, Prinylas, Vatonies)
- Rachtades
- Chorepiskopoi